# Триметафосфат кальция
Триметафосфат кальция — соль кальция и метафосфорной кислоты с формулой Ca3(P3O9)2, бесцветные кристаллы, не растворимые в воде, образует кристаллогидрат.

## Получение
- Реакция хлорида кальция и метафосфата серебра:

{\displaystyle {\mathsf {3CaCl_{2}+6AgPO_{3}\ {\xrightarrow {}}\ Ca_{3}(P_{3}O_{9})_{2}+6AgCl\downarrow }}}

## Физические свойства
Триметафосфат кальция образует бесцветные кристаллы, не растворимые в воде.
Известен кристаллогидрат Ca3(P3O9)2•9H2O.